# Система дистанционного управления крылом
Систе́ма дистанцио́нного управле́ния крыло́м СПК — система, предназначенная для управления поворотом крыла на самолётах с крылом изменяемой стреловидности. Применяется на некоторых летательных аппаратах отечественного производства.

## Описание
Системы дистанционного электрогидравлического управления СПК2-1, СПК2-2, СПК2-3 и СПК2-4 предназначены для изменения угла стреловидности крыла самолёта в полёте и на земле. Для повышения надёжности функционирования система выполнена двухканальной, то есть параллельно работают два идентичных канала управления. Отказ любого из каналов приводит к увеличению времени перемещения крыла в два раза.
Все варианты системы имеют унифицированную конструкцию и незначительные отличия. Также система перемещения крыла СПК унифицирована с системой перемещения закрылков СПЗ-1А (и её вариантами СПЗ2-1 и СПЗ2-2) и почти не отличается по схемотехнике и составу агрегатов.

### Комплектность на примере системы СПК2-2
Система СПК включает в себя:
- Блок усиления и коммутации 6Ц.251
- Блок задающий БЗ-1
- Электрогидравлический рулевой привод РП60-1 (РП60-6, РП60-7) с механизмом концевых выключателей МКВ-42.
- Два механизма концевых выключателей МКВ-41

Для контроля исправности параметров системы и её настройки на объекте применяется пульт наземной проверки ПП-СЭУЗ.

### Принцип работы
Обе поворотные консоли крыла самолёта перемещаются единым гидравлическим агрегатом, включающим два гидромотора, работающих через понижающий дифференциальный редуктор на общую нагрузку — приводной вал трансмиссии. Частота вращения выходного вала при параллельной работе двух гидромоторов составляет 212 об/мин. Для предотвращения самопроизвольного перемещения крыла приводной вал затормаживается фрикционными тормозами в рулевом приводе. Для предотвращения перемещения крыла при обрыве вала трансмиссии на каждой консоли крыла установлен электромагнитный тормоз.

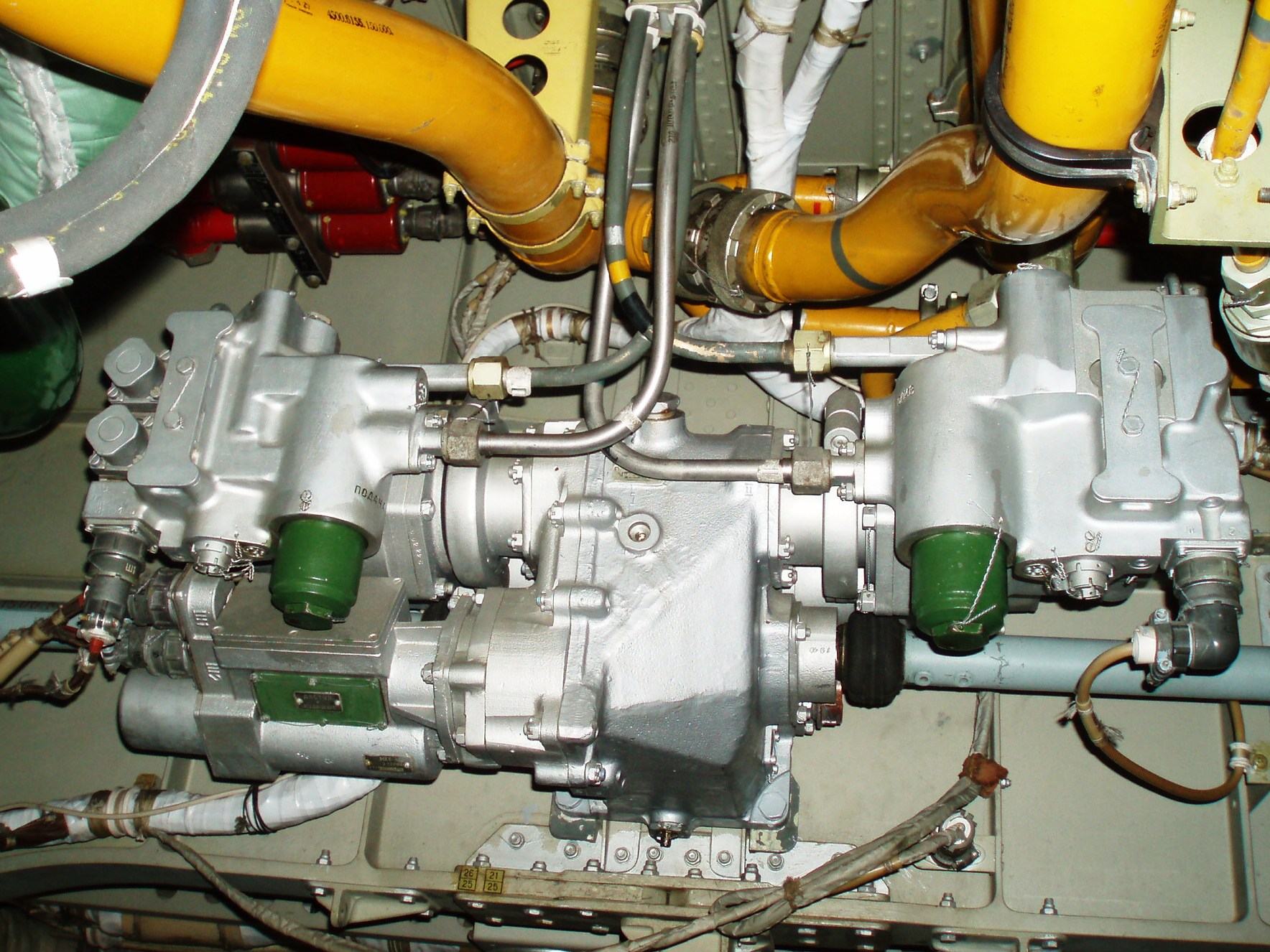
Гидравлический рулевой привод РП-60-4

В кабине самолёта находится задающий блок БЗ-1, механически связанный с рукояткой управления стреловидностью крыла.
В техническом отсеке самолёта на монтажной раме установлен блок усиления и коммутации 6Ц.251, выполненный в виде легкосъёмной кассеты. Блок коммутирует работу электрогидравлических клапанов в рулевом приводе в зависимости от положения рукоятки задающего блока в кабине самолёта, а также контролирует исправность системы и автоматически отключает рулевой привод при электрических отказах, либо обрыве трансмиссии. Для этих целей в блоке имеется система слежения, включающая элемент сравнения сигнала рассогласования и усилитель сигнала.
Система предусматривает два основных режима работы: автоматический и ручной. В автоматическом режиме поворотные консоли занимают то положение, которое задано рукояткой управления стреловидностью крыла. В ручном режиме рукоятка управления стреловидностью работает в качестве переключателя, заставляя привод перемещать крыло в ту или другую сторону без остановки до срабатывания концевых выключателей крайнего положения. В случае обрыва вала трансмиссии система сама синхронизирует положение консолей, «дотягивая» исправное крыло до того-же угла, в котором остановилось неисправное.
Для предотвращения недопустимых нагрузок на трансмиссию и поломок служат механизмы концевых выключателей МКВ-41, которые останавливают рулевой привод до достижения крылом механических упоров. Также для снижения ударной нагрузки в каналы управления вводится искусственное небольшое угловое рассогласование, что вызывает остановку перемещения крыла ступенчато, с поочерёдной секундной задержкой выключения гидромоторов.

### Применение
Системы СПК и СПЗ первоначально были разработаны для установки на изделие «45» (самолёт Ту-22М) и изделие «Т-6» (самолёт Су-24). Также СПК и СПЗ применяются на ряде других самолётов отечественной разработки (например, СПЗ-1А установлена на лайнере Ту-154).